# Ha Tae-kwon
Ha Tae-kwon (in hangŭl: 하태권; 30 aprile 1975) è un ex giocatore di badminton sudcoreano.

## Palmarès

### Olimpiadi
- 2 medaglie:
  - 1 oro (Atene 2004 nel doppio)
  - 1 bronzo (Sydney 2000 nel doppio)